# Empis lurida
Empis lurida är en tvåvingeart som beskrevs av Saigusa 1992. Empis lurida ingår i släktet Empis och familjen dansflugor. Inga underarter finns listade i Catalogue of Life.